# Comtat d'Elbeuf
Elbeuf fou una jurisdicció feudal del Regne de França, inicialment senyoriu, elevat a comtat el 1338, a marquesat el 1554, i a ducat el 1582.
A la mort de Carles II va deixar tres fills, el primer Carles III va rebre Elbeuf; Frederic Lluís fou comte d'Harcourt i Rochefort (1657-1694); i el tercer Francesc Maria fou comte de Lillebone i Commercy (1657-1694) línia extinta amb Carles el 1702. Manel Maurici, el darrer comte en línia directa va morir el 1763, i la successió va passar a Carles Eugeni (fill de Carles d'Harcourt o Rochefort 1739-1761) que fou duc d'Elbeuf el 1763 reunint el domini a Harcourt i Rochefort.
Una altra línia es va originar el 1605 a la mort de Carles I, quan el seu fill Enric fou comte d'Armanyac (Armagnac), Brionne, Marsans i Lambesc; va morir el 1666 i va deixar dos fills, Lluís (comte d'Armanyac i Brionne) i Carles, comte de Marsans i Lambesc.
La línia Marsans-Lambesc va continuar a la mort de Carles el 1708 en els seus dos fills, Carles Lluís, príncep de Mortagne, mentre el seu germà Jaume Enric rebia el principat de Lixin (1708-1734) i Marsans i Lambesc retornaven a la línia major. Mort Jaume Enric Lixin va passar a Carles Lluís de Mortagne. El 1747 va afegir Armanyac, Brionne, Lambesc i Marsans que va rebre de la branca extinta que les posseïa.
Lluís d'Armanyac i Brionne va heretar Marsans i Lambesc el 1708. Va morir el 1718 i el seu fill Enric havia mort el 1712, per la qual cosa l'herència va passar al seu net Lluís II que va morir el 1743 i llavors al seu fill Lluís III, mort el 1747. Tots els seus dominis van passar a l'altra branca, representada per Carles Lluís de Mortagne.
Carles Lluís de Mortagne, Lixin, Marsans, Lambesc, Armanyac i Brionne va morir el 1755; el seu fill gran Gastó Joan Carles havia mort el 1743 i el va succeir el segon fill Camil Lluís mort el 1787.
El 1787 es va extingir i totes les seves possessions van passar a Carles Eugeni d'Elbeuf, Harcourt i Rochefort que les va conservar fins a la revolució.

## Llista de senyors, barons, comtes, marquesos i ducs[1]
- Dreux de Vexin i Amiens abans de 1025 per la seva dona Godfifa de Wessex que l'havia heretat de la seva mare Emma de Normandia (filla de Ricard I de Normandia que li va donar en dot)
- Dragó 1025-1035
- Gualter I (III) 1035-1063
- Raül I (IV) 1063-1075
- Simó 1074-1077
- Alix (filla de Raül) 1077
- Herbert I (IV) de Vermandois 1077-1080
- Adela de Vermandois (filla) 1080
- Hug I el Gran 1080-1096
- Elisabet de Vermandois (filla) 1096
- Robert I de Meulan 1086-1118
- Galerà I (IV) de Meulan 1118-1166
- Robert I (II) de Meulan 1166-1204
- Galerà II (V) de Meulan 1182-1191 (associat)
- Joana de Meulan 1204
- Robert II (IV) d'Harcourt 1204-1212
- Ricard d'Harcourt 1212-1239
- Joan I d'Harcourt senyor 1239-1265 i baró 1265-1288
- Joan II d'Harcourt 1288-1302
- Joan III d'Harcourt 1302-1329
- Joan IV d'Harcourt 1329-1346
- Joan V d'Harcourt 1346-1355
- Joan VI d'Harcourt 1355-1389
- Joan VII d'Harcourt 1389-1419
- Tomàs I de Lancaster 1419-1421 (duc de Clarence, sota ocupació anglesa)
- Joan de Lancaster 1421-1425 (duc de Bedford)
- Tomàs II Beaufort 1425-1426 (duc d'Exeter)
- Joan Beaufort 1426-1444 (duc de Somerset)
- Joan VII d'Harcourt (restablert) 1444-1452
- Maria d'Harcourt 1452
- Antoni de Lorena-Vaudemont 1452-1458
- Joan VIII 1458-1472
- Renat I (II) 1472-1508 (fill de Ferri el germà de Joan VIII)
- Claudi de Guisa 1508-1550
- Renat II 1550-1554 (baró) i 1554-1566 (marquès) (comte d'Harcourt i de Lambesc)
- Carles I 1566-1582 (marquès) i 1582-1605 (duc)
- Carles II 1605-1657
- Carles III 1657-1692
- Enric 1692-1748
- Manel Maurici 1748-1763
- Carles Eugeni de Lorraine, conegut com el príncep de Lambesc, 1763-1790